# تابستان گذشته
تابستان گذشته (انگلیسی: Last Summer) فیلمی در ژانر درام به کارگردانی فرانک پری است که در سال ۱۹۶۹ منتشر شد. از بازیگران آن می‌توان به کاترین بورنز، باربارا هرشی، بروس دیویسن، ریچارد توماس، و رالف ویت اشاره کرد.